# 18 Korpus Armijny (Imperium Rosyjskie)
18 Korpus Armijny (ros. 18-й армейский корпус) – jeden ze związków operacyjno-taktycznych  Imperium Rosyjskiego w czasie I wojny światowej. Sformowany w 1895 ze sztabem w Juriewie - Liflandia (Łotwa) w Petersburskim Okręgu Wojskowym. Miejsce stacjonowania sztabu od 1914 - Juriew. Rozformowany – początek 1918 r.

## Struktura organizacyjna
Organizacja w 1914
- dowództwo i sztab – Petersburg
- 23 Dywizja Piechoty
- 37 Dywizja Piechoty
- 50 Dywizja Piechoty
- 18  dywizjon artylerii konnej
- 18 batalion saperów

## Podporządkowanie
- 9 Armii (2.08.1914  – 2.02.1915)
- 11 Armii (2.04.1915  – 21.05.1916)
- 7 Armii (20.06  – 17.07.1916)
- 8 Armii (1.10.1916   – 16.06.1917)
- 9 Armii (19.08  – grudzień 1917)

## Dowódcy Korpusu
- gen. kawalerii  N. F. Kruzensztern (grudzień 1910 - październik 1916)
- gen. piechoty A. M. Zajonczkowskij (październik 1916 - kwiecień 1917)
- gen. lejtnant I. G. Erdeli (kwiecień - maj 1917)
- gen. lejtnant I. G. Gerua  (od lipca 1917)